# Факс
 Тази статия е за системата за пренос на информация.  За вестника вижте Факс (вестник).  
Факс, съкратено от факсимиле (на латински: fac simile, означаващо направя подобно) е технология и техника за пренасяне на информация (документи) на разстояние с помощта на хардуерно устройство, използвайки преносна среда (в случая телефонна линия).
Хардуерното устройство обикновено се състои от сканиращо устройство и принтер, като за връзката между две факс устройства се използва модем. Информацията от хартиения носител чрез оптична система се преобразува в електрически сигнал, модемът го изпраща по телефонната линия, а принтерът, който го получава, връща електрическия сигнал обратно върху хартиен носител.